# ویگینز (آلاباما)
ویگینز (به انگلیسی: Wiggins) یک منطقهٔ مسکونی در ایالات متحده آمریکا است که در آلاباما واقع شده‌است. ویگینز ۹۶٫۰۱ متر بالاتر از سطح دریا واقع شده‌است.